# Meridià 16 a l'est

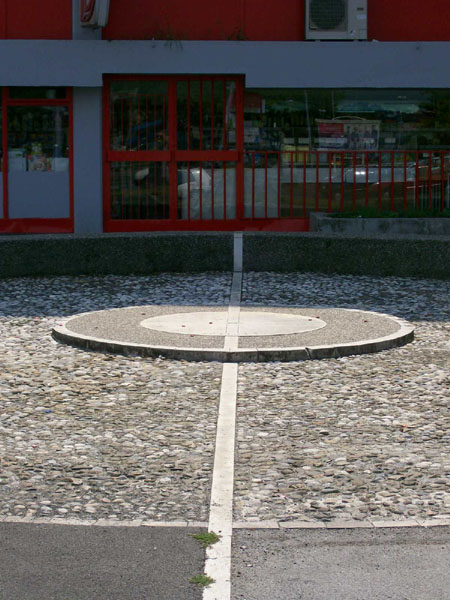
Monument marcant el meridià a Zagreb, Croàcia

El meridià 16° a l'Est de Greenwich és una línia de longitud que s'estén des del pol Nord a través de l'oceà Àrtic, Europa, l'Àfrica, l'Oceà Atlàntic, l'oceà Antàrtic i l'Antàrtida fins al pol Sud.
El 16° meridià oriental forma un cercle màxim amb el meridià 164 a l'oest. Com tots els altres meridians, la seva llargada correspon a una semicumferència terrestre, d'uns 20.003,932 km. Al nivell de l'equinocci, és a una distància del meridià de Greenwich de 1.781 km.

## De pol a pol
Des del pol Nord i dirigint-se cap al sud fins al pol Sud, el meridià 16° a l'Est passa per:
| Coordenades                             | País, territori o mar    | Notes                                                                           |
| --------------------------------------- | ------------------------ | ------------------------------------------------------------------------------- |
| 90° 0′ N, 16° 0′ E / 90.000°N,16.000°E  | Oceà Àrtic               |                                                                                 |
| 80° 1′ N, 16° 0′ E / 80.017°N,16.000°E  | Noruega                  | Illa de Spitsbergen, Svalbard                                                   |
| 76° 45′ N, 16° 0′ E / 76.750°N,16.000°E | Oceà Atlàntic            | Mar de Groenlàndia Mar de Noruega                                               |
| 69° 18′ N, 16° 0′ E / 69.300°N,16.000°E | Noruega                  | Illes d'Andøy i Hinnøya, i el continent                                         |
| 66° 52′ N, 16° 0′ E / 66.867°N,16.000°E | Suècia                   |                                                                                 |
| 46° 12′ N, 16° 0′ E / 46.200°N,16.000°E | Mar Bàltic               |                                                                                 |
| 54° 15′ N, 16° 0′ E / 54.250°N,16.000°E | Polònia                  |                                                                                 |
| 50° 36′ N, 16° 0′ E / 50.600°N,16.000°E | Txèquia                  |                                                                                 |
| 48° 47′ N, 16° 0′ E / 48.783°N,16.000°E | Àustria                  |                                                                                 |
| 46° 50′ N, 16° 0′ E / 46.833°N,16.000°E | Eslovènia                | Per uns 11 km                                                                   |
| 46° 43′ N, 16° 0′ E / 46.717°N,16.000°E | Àustria                  | per uns 6 km                                                                    |
| 46° 40′ N, 16° 0′ E / 46.667°N,16.000°E | Eslovènia                |                                                                                 |
| 46° 18′ N, 16° 0′ E / 46.300°N,16.000°E | Croàcia                  | Passa a través de Zagreb, a l'est del centre de la ciutat                       |
| 45° 13′ N, 16° 0′ E / 45.217°N,16.000°E | Bòsnia i Hercegovina     |                                                                                 |
| 44° 38′ N, 16° 0′ E / 44.633°N,16.000°E | Croàcia                  |                                                                                 |
| 43° 29′ N, 16° 0′ E / 43.483°N,16.000°E | Mar Mediterrània         | Mar Adriàtic                                                                    |
| 42° 59′ N, 16° 0′ E / 42.983°N,16.000°E | Croàcia                  | Illa de Biševo                                                                  |
| 42° 57′ N, 16° 0′ E / 42.950°N,16.000°E | Mar Mediterrània         | Mar Adriàtic                                                                    |
| 41° 57′ N, 16° 0′ E / 41.950°N,16.000°E | Itàlia                   |                                                                                 |
| 41° 40′ N, 16° 0′ E / 41.667°N,16.000°E | Mar Mediterrània         | Golf de Manfredonia                                                             |
| 41° 26′ N, 16° 0′ E / 41.433°N,16.000°E | Itàlia                   |                                                                                 |
| 39° 25′ N, 16° 0′ E / 39.417°N,16.000°E | Mar Mediterrània         | Mar Tirrè                                                                       |
| 38° 44′ N, 16° 0′ E / 38.733°N,16.000°E | Itàlia                   |                                                                                 |
| 37° 55′ N, 16° 0′ E / 37.917°N,16.000°E | Mar Mediterrània         |                                                                                 |
| 31° 17′ N, 16° 0′ E / 31.283°N,16.000°E | Líbia                    |                                                                                 |
| 23° 27′ N, 16° 0′ E / 23.450°N,16.000°E | Txad                     | El meridià entra a Txad en el punt més al nord del país, en el Tròpic de Càncer |
| 7° 30′ N, 16° 0′ E / 7.500°N,16.000°E   | República Centreafricana |                                                                                 |
| 3° 0′ N, 16° 0′ E / 3.000°N,16.000°E    | Camerun                  |                                                                                 |
| 1° 45′ N, 16° 0′ E / 1.750°N,16.000°E   | Rep. del Congo           |                                                                                 |
| 3° 44′ S, 16° 0′ E / 3.733°S,16.000°E   | R.D. del Congo           |                                                                                 |
| 5° 52′ S, 16° 0′ E / 5.867°S,16.000°E   | Angola                   |                                                                                 |
| 17° 23′ S, 16° 0′ E / 17.383°S,16.000°E | Namíbia                  |                                                                                 |
| 28° 15′ S, 16° 0′ E / 28.250°S,16.000°E | Oceà Atlàntic            |                                                                                 |
| 60° 0′ S, 16° 0′ E / 60.000°S,16.000°E  | Oceà Antàrtic            |                                                                                 |
| 69° 41′ S, 16° 0′ E / 69.683°S,16.000°E | Antàrtida                | Terra de la Reina Maud, reclamada per Noruega                                   |